# Atherigona scopula
Atherigona scopula este o specie de muște din genul Atherigona, familia Muscidae, descrisă de Fan și Liu în anul 1982. Conform Catalogue of Life specia Atherigona scopula nu are subspecii cunoscute.